# Fynbos i renosterveld de terres baixes
El fynbos i el renosterveld de terres baixes formen una ecoregió terrestre definida pel Fons Mundial per a la Natura (WWF), situat a la zona costanera i les valls interiors de la Regió Florística del Cap a Sud-àfrica. Pertany al bioma de Bosc mediterrani, boscs i matolls de l'ecozona afrotropical i consta de dues formacions vegetals úniques d'aquesta regió, el fynbos i el renosterveld.
La superfície de l'ecoregió és de 32 744 km².

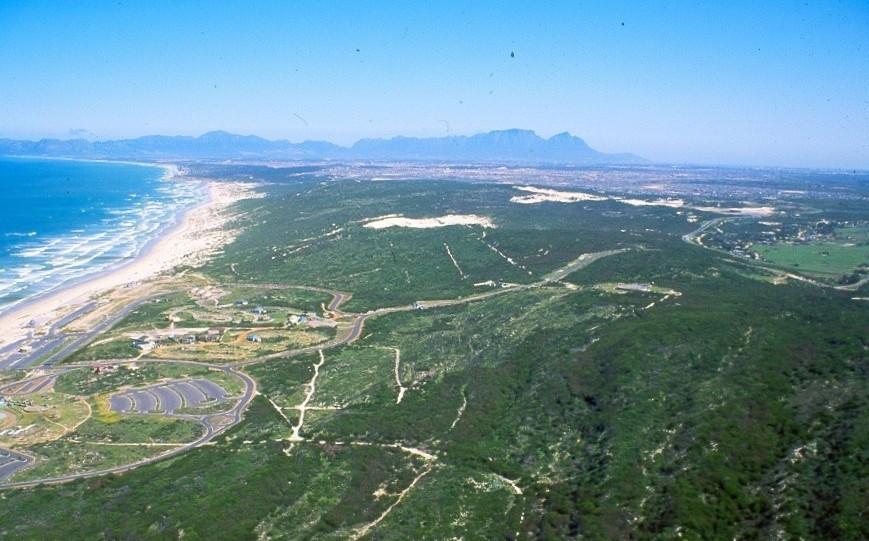
Vista de la costa de False Bay (Badia Falsa); és un dels límits costaners de l'ecoregió Fynbos-renosterveld de terres baixes.

## Fynbos
Fynbos és un tipus de vegetació arbustiva que es dona en una petita franja de zones costaneres i muntanyoses a la província del Cap Occidental, a Sud-àfrica, en un clima mediterrani de pluges principalment hivernals.
La majoria de les plantes del fynbos són de fulla persistent i esclerofil·les. Entre les famílies de plantes característiques hi ha les Proteaceae, Ericaceae i Restionaceae. Hi ha més de 1.400 espècies amb bulb.
El fynbos comprèn dues sub-ecoregions: el fynbos baix (per sota dels 300 m d'altitud) i el fynbos montà. El de terres baixes és el que forma part d'aquesta ecoregió WWF.

## Renosterveld
Les plantes de Renosterveld creixen en un sòl ric, la qual cosa les fa més nutritives que les típiques plantes fynbos. Normalment, el renosterveld es limita àmpliament a sòls de gra fi, principalment argiles i llims, que es deriven de les pissarres dels grups geològics Malmesbury i Bokkeveld i de la seqüència de Karoo. A les regions més seques també es prosperen en sòls derivats de la sèrie petrològica Granits del Cap.
El Renosterveld normalment creix en àrees que tenen moderada pluviositat d'hivern de 300–600 mm per any. Pot sobreviure a incendis relativament freqüents (Piròfits).
Flora Renosterveld
Aquest tipus de vegetació està dominat per una espècie de planta de color gris anomenada renosterbos. No obstant això, les Protea, les Erica i els Restios, típics dels hàbitats fynbos, tendeixen a produir-se en abundància molt baixa en renosterveld. Hi ha pocs endemismes que es presentin en la vegetació renosterveld només. Moltes de les espècies es produeixen també en fynbos.
Fauna de Renosterveld
Malgrat antigament hi existia una fauna molt variada en el Renosterveld, s'ha extingit tota al llarg dels segles de ramaderia i pastura. Actualment no hi ha endemismes ni espècies singulars.

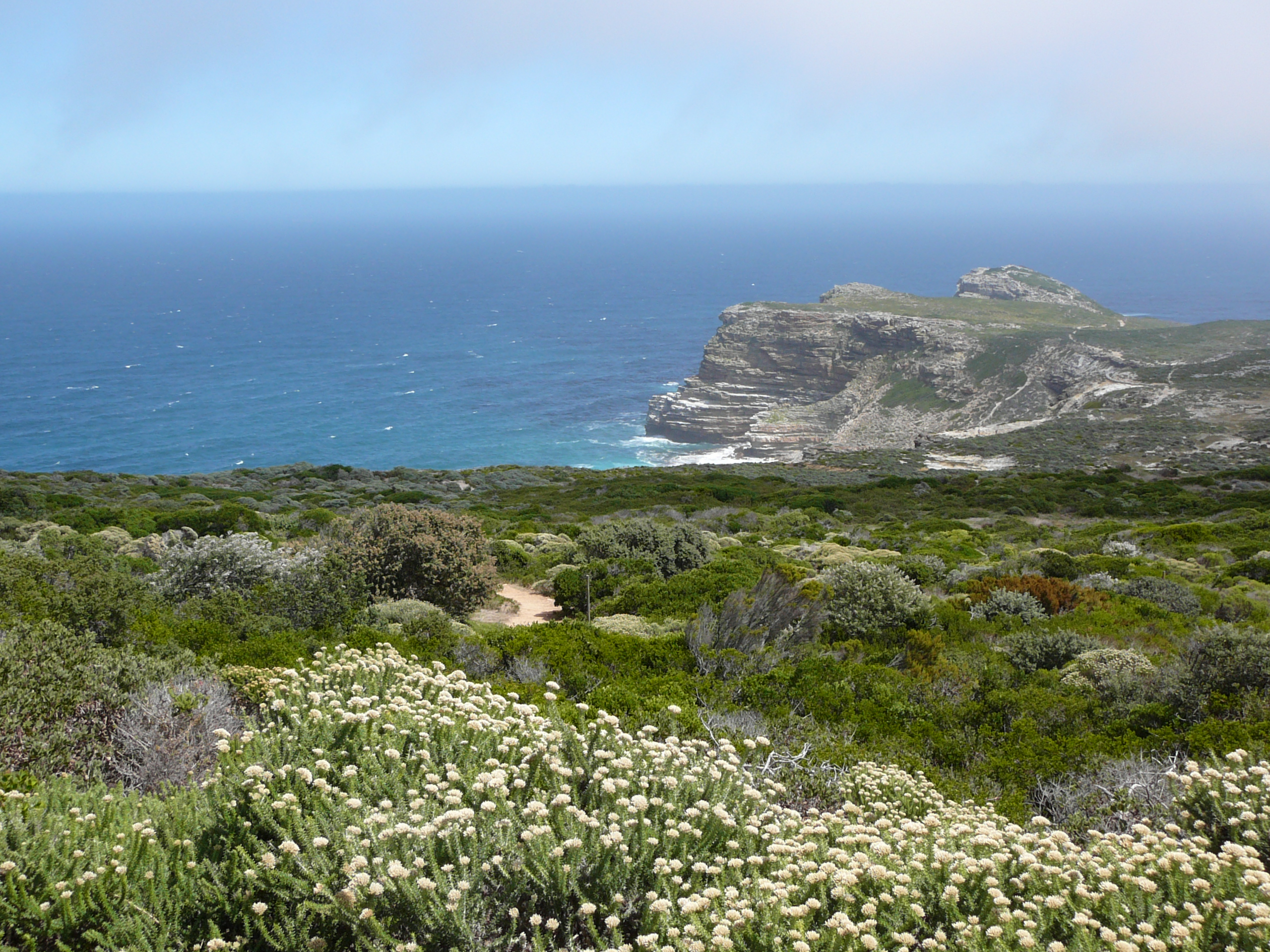
Flora de la Regió Florística del Cap amb el Cap de Bona esperança al fons.

## Amenaces
Totes dues zones ecològiques, Fynbos de terres baixes i Renosterveld de terres baixes estan seriosament amenaçades per l'agricultura i l'urbanisme.